# Isocypris
Isocypris är ett släkte av kräftdjur. Isocypris ingår i familjen Cyprididae.
Kladogram enligt Catalogue of Life:
| Isocypris | \| \| Isocypris longicomosa \| \| \| \| \| \| Isocypris priomena \| \| \| \| \| \| Isocypris quadrisetosa \| \| \| \| |
|           | \| \| Isocypris longicomosa \| \| \| \| \| \| Isocypris priomena \| \| \| \| \| \| Isocypris quadrisetosa \| \| \| \| |
|           | Isocypris longicomosa                                                                                                 |
|           | |
|           | Isocypris priomena |
|           | |
|           | Isocypris quadrisetosa                                                                                                |
|           | |